# Yésero
Yésero (Yesero en aragonès) és un municipi aragonès situat a la província d'Osca i enquadrat a la comarca de l'Alt Gàllego. El municipi forma part de la zona del Port de Otal-Cotefablo, Lloc d'Importància Comunitària.